# John Collins (remero)
John Collins (Londres, 24 de enero de 1989) es un deportista británico que compite en remo.
Ganó  medallas en el Campeonato Mundial de Remo de 2017 y una medalla de bronce en el Campeonato Europeo de Remo de 2021.
Participó en dos Juegos Olímpicos de Verano, ocupando el quinto lugar en Río de Janeiro 2016 y el cuarto en Tokio 2020, en la prueba de doble scull.

## Palmarés internacional
| Campeonato Mundial | Campeonato Mundial        | Campeonato Mundial | Campeonato Mundial |
| Año                | Lugar                     | Medalla            | Prueba             |
| ------------------ | ------------------------- | ------------------ | ------------------ |
| 2017               | Sarasota (Estados Unidos) | Medalla de plata   | Cuatro scull       |
| Campeonato Europeo |                           |                    |                    |
| Año                | Lugar                     | Medalla            | Prueba             |
| 2021               | Varese (Italia)           | Medalla de bronce  | Doble scull        |